# Мандрівні дяки
Мандрівні дяки (або як їх ще називають «мандровані дяки», «школяри», «спудеї», «нищістуденти», «бакаляри», «миркачі», «канцеляристи», «недоуки», «вандровані пахолки», «пиворізи») — представники української сміхової культури XVII—XVIII ст., творці бурлескно-гумористичної літератури, що ознаменували появу низового бароко.

## Стиль життя
Це культурний феномен свого часу. Мандрівними дяками ставали студенти Київської академії та інших колегіумів (у Луцьку, Дермані, Переяславі, Харкові, Чернігові та ін.), але іноді й духовні особи без посади, які мандрували Україною в пошуках місця вчителя в школах, що діяли у XVIII ст. Ця традиція зберігалася ще на початку ХІХ ст. Студенти, прослухавши кілька навчальних курсів, переважно поетики та риторики, на канікулах (вакаціях), мандрували по Гетьманщині й Слобідській Україні, допомагаючи місцевим дякам у навчанні дітей, або при церковній службі, були домашніми вчителями. Переходили з місця на місце, шукаючи не лише заробітку, а й нових вражень, знайомств, а часом і пригод. Інколи ректори академій та колегіумів надавали малоімущим студентам академічні відпустки, аби ті могли заробити собі гроші для завершення навчання. Частина студентів не верталася з вакацій. Вони залишалися при школах: учили дітей, складали травестійно-бурлескні вірші, орації, співали в церковному хорі, ходили з вертепом на Різдвяні свята. Діяльність мандрівних дяків була невід'ємним атрибутом громадського життя, вони ставали героями інтермедій, де в традиціях української народної сміхової культури змальовані як відчайдушні молодики, здатні видурити в простодушних селян та міщан трохи сала, хліба й горілки, невипадково часом їх називали «пиворізами», «горілкопивцями». У жартівливо-пародійному тоні зображували у віршах своє студентське життя та пригоди під час мандрів.
Студентів, як і вчителів (професорів, префектів, дидаскалів), навчальний заклад утримував на кошти від шкільних володінь та пожертвувань, частково — від внесених студентами із багатих родин грошей. Найбідніших іногородніх студентів розміщували у бурсах (лат. bursa — торба, гаманець) — своєрідних гуртожитках при школі. Оскільки коштів на утримування студентів бракувало, то більшість із них становила «нищенську братію», яка була змушена вдаватися до всіх засобів «прошенія хліба». Найпоширеніший вид «прошенія» — «миркування» (жебракування).
Бажаними шкільними святами були рекреації — перерви для відпочинку між лекціями із різними культурними заходами, різдвяні і великодні святкування та літні канікули, коли здійснювалися невеликі й великі мандрівки з метою підробітку. Для рекреацій щотижнево виділявся короткий відпочинок по четвергах, а весною — три травневі дні поза стінами класів і бурс академії. На рекреаціях відпочиваючі забавлялися іграми, співанням церковних та світських пісень, проголошували забавні пародії і діалоги, ставили інтермедії, комедії та трагедії, які спеціально готували до таких нагод і які мають велике значення для розуміння ренесансної культури в загальноєвропейському контексті.

## Творчість
Загалом у творах «мандрівної братії» відображено проблему поєднання комічного та сакрального. У середньовіччі вважали, що сакральне не має бути смішним, оскільки воно належить до сфери серйозного, високого мистецтва, тоді як комічне — сфера низького. У творчості мандрівних дяків усе змішалося і перестало бути однозначним: це межовий зріз, який виявляє химерну дифузію у зіткненні середньовіччя та Ренесансу, проте український варіант цього явища — низове бароко.
На думку сучасного дослідника низового бароко Геннадія Ноги, намагаючись дотриматися однієї з провідних вимог барокової поетики — здивувати, приголомшити, автори бурлескних віршів у той же час прагнули зробити їх максимально зрозумілими для реципієнта. Вони враховували його вірування, страхи, сподівання, досвід і схеми мислення. Звідси злиття двох світів — «організованого світу культури» та «хаотичного світу антикультури», зіткнення яких і породжує вибух сміху — веселого, розв'язного, грубувато-приземленого, іноді цинічного та іронічного.
Мандрівні дяки привносили в народну культуру елементи професійності. Дяківські вірші були розраховані на широкі верстви населення. Їхня творчість символізує в українській культурі завершення ери сакрального мистецтва. Нова культура вбирає в себе риси і тодішнього освітнього руху, який «органічно об'єднавши дві стихії, книжну і народну, в якісно новий ідейно-естетичний сплав, залишив неповторний і яскравий слід в історії української літератури та мистецтва» (Ю. Барабаш). У цих віршах спостерігається злиття двох світів: організованого світу культури і хаотичного світу антикультури. Це зіткнення породжує сміх-веселий, грубувато-приземлений, цинічно-іронічний. Цей сміх обумовлює легковажне ставлення до християнської традиції, що прийшло із західної сміхової культури, поєднуючись із тенденцією просвітницького критицизму. Ці явища знаменують перехід від теоцентричного до антропоцентричного мистецтва.
Студентські пародії, травестії, фацеції, університетські мораліте і фарси латинською й народними мовами Європи мали генетичну спорідненість, внутрішню подібність з балаганними творами. Класичним описом весняних рекреацій є великий віршовий твір «учителя поетицького» академії Ігнатія Максимовича «Ода на первий день мая 1761 года», що складається з двадцяти п'яти чотиристопних ямбічних строф.
Взірцем поодинокої рекреаційної драми, що її умовно відносять до великоднього циклу, є віршова декламація Йоасафа Горленка (1705—1754) «Брань честных седми добродЂтелей з седми грЂхами смертными…», адресована 1737 p. замість писанки митрополиту Рафаїлу Заборовському і неодноразово виголошувана на рекреаціях.
До різдвяних свят студенти, особливо бурсаки, готували спеціальні вірші-орації, «звізду», вертеп тощо. Вони ходили гуртом, охоче зливалися з міською та сільською «не школярською» молоддю, колядували, щедрували, співали, грали на інструментах, за що отримували подаяння.
До Великодня студенти також готувалися. Спільно з учителями створювали великодню шкільну драму, яку ставили на сцені. Найпоширенішими були інтермедії — динамічні комічні сценки, сповнені народним жартом, іскрометним дотепом. Писали жартівливі вірші-орації, які виголошували у святкові дні перед тими, хто міг вручити гарний дарунок. Наприклад, вірш на Великдень гетьману у 1791 р.
Поряд із виголошенням різдвяних і великодніх орацій значний успіх мали гумористичні бурлескно-травестійні й пародійні твори про бідацьке навчання школярів-бурсаків. У таких віршах Бог, диявол, святі, ангели, рай, пекло та інші святині подано як звичайні явища, забарвлені народно-побутовим колоритом, значною мірою добродушного гумору, причому гумору саме українського. Наприклад, в одному досить популярному різдвяному вірші йдеться про народження Ісуса Христа. З цієї нагоди всі гарно нарядилися і веселяться, діди й баби п'ють пиво, меди, горілку; хлопці й дівки попід хатами «скурнечуть колядки», мати-земля «б'є гоцака», ангели плещуть у долоні на небі; старенький Бог диктує писареві архистратигові Гавриїлу листа до праотця Адама з повідомленням, що народився Ісус, який визволить з пекла і його з Свою, яка колись «вирвала кисличку» і «за один плод увесь народ у пекло втащила», Адам же тоді «щось, кажуть, прокудив». У «фіналі» зазначалося, що сю віршу завжди читали і з «святом рождеством» всіх поздоровляли. Задоволений господар частував «ораторів», а господиня кидала щось там у велику торбу.
Автори бурсацько-пиворізьких пародій на церковні відправи («Синаксар, выписан из службы двенадцати нетлЂнных братьев Коропских на память пыворЂзам о изобличеніи сивухи», «ЛЂкарство из болящіх немощію піанства ими Бахуса новоизобрЂтенное», «Слезно-рыдающее доношеніе коропского дидаскалія» та ін.) обов'язково згадують місто Короп (нині Чернігівської області), де при Покровській, як і при деяких києво-подільських церквах, були школи з малими бурсами — пристанищами для мандрівних студентів. Це місто було своєрідною «пиворізною столицею» з кількома корчмами. Тут чи деінде названі пародійні твори на церковні «служби»: синаксари, тропарі, кондаки, акафісти, ірмоси; вони стали зручними для висміювання деяких студентівпиворізів, їхньої запопадливості до «великомучениці-горілиці», браги та іншого «питія». Ці «богомерзькі» дармоїди, горілкопивці валялися в броварнях і винокурнях, під лавою «в городЂ горЂлкогородном КоропЂ и вездЂ»; найбільший улюбленець у них — «корчемник жид Мовша», корчма якого — «вертеп розбойникам», безчиння і беззаконня, «пристанище піяницям».
Одним із найдавніших, писаних «без художеств» документів химерного життя недовчених студентів — «мандрівних дяків» є автобіографія колишнього вихованця молодших класів Києво-Могилянської академії за ректорства Феофана Прокоповича, сина березнянського сотника Іллі Турчиновського, який пішов «по школах волочиться».
До мандрівних дяків чи до «літератури мандрів» частково зараховують Климентія Зинов'єва із «школярським минулим» юних років, адже в його поетичній спадщині зустрічаються грайливі судження з приводу жіночої статі, і похвальні слова «любящим пиво пити», і написаний у «бакалярській» традиції «Нищенський вірш» з його грубуватим гумором.

## Гастрономічний код
Для інтелектуала XVIII ст. харчування разом зі звичним значенням наповнення шлунка набуває буттєвого виміру, відображаючи єдність тілесного та духовного начал. Гастрономічний дискурс став своєрідною «мовою», за допомогою якої мандрівні дяки творили свої тексти. Відповідно харчовий код постає системою знаків, що допомагає зрозуміти повідомлення. Їжа часто слугує в літературі семіотично значущою величиною. Гастрономічні маркери у святковому бурлеску функціонують як ряд опозиційних пар, пов'язаних між собою: повсякденна та обрядова їжа; належна й неналежна; пісна й скоромна; помірна й надмірна; дарована й крадена; заборонена й дозволена; духовна й тілесна.

## Оцінка
Ставлення до мандрівних дяків було неоднозначним. Священик Притиської парафії Роман Антонович, коли був студентом-ритором в академії, наймитував у свого шурина попа Журавського, возив гній, пас коней, рубав дрова, прислуговував як конюх, але не заробив навіть на папір, не кажучи про пристойний одяг. Він знав, що таке злидарювання, довго позивався із Журавським, але згодом сам чомусь збиткувався над студентами, які жили в парафіяльній школі, і префект Михайло Козачинський змушений був їх захищати.
Іван Франко так характеризував мандрівних дяків:
Михайло Возняк зауважував: 
«Своїм тривожним життям нагадують наші мандрівні студенти й дячки західноєвропейських вагантів і мандрівних кліриків, таких мандрівних співаків і віршарів, якими були й українські мандрівні школярі. Подібне життя давало привід і до подібної літературної творчості, тим більше, що, крім подібності життя, була й подібність освіти. І саме ця подібність освіти, знайомість із західними школами, їх наукою і поезією не могла лишитися без впливу на літературну творчість наших віршарів. Таким робом можна шукати в творчості наших мандрівних школярів і дячків двоякої подібності з творчістю західних вагантів: впливу однакових умовин життя та впливу літературних взаємин. Одначе була й різниця між літературною творчістю західних вагантів і наших мандрівних школярів і дяків, а саме та, що західні шкільні віршарі писали свої пісні переважно латинською мовою (carmina burana), а у віршах і піснях наших віршотворців має перевагу рідна мова»

## В культурі
Образи мандрівних дяків яскраво зображені в спогадах І.Турчиновського, І.Тимковського. Вони стали героями літературних творів Г. Квітки-Основ'яненка, М. Гоголя («Вій»), повісті Т. Шевченка «Близнецы».

М. Гоголь зображує мандрованих дяків з винятковою яскравістю і колоритом:
«Тоді весь великий шлях кипів граматиками, філософами і богословами. Хто не мав свого пристановища, той ішов до кого-небудь з товаришів. Філософи та богослови вирушали на кондиції, тобто, брались учити або підготовляти дітей людей заможних, і діставали за це нові чоботи в рік, а іноді і на сюртук. Вся ця ватага сунула разом цілим табором; варила собі кашу й ночувала серед поля. Кожен таскав за собою торбину, де лежала сорочка та пара онуч. Богослови були особливо дбайливі та акуратні: щоб не стоптати чобіт, вони скидали їх, вішали на ціпки й несли на плечах, особливо, коли була грязь…»
Портрети шукачів фортуни «богослова» Халяви, «філософа» Хоми Брута і «ритора» Тиберія Горобця, незважаючи на бурсацькі прізвища, доволі індивідуалізовані.